# 九江市
九江市，简称浔，古称柴桑、浔阳、江州，是中华人民共和国江西省下辖的地级市，位于江西省北部，有“江西北大门”之称。市境东南接上饶市，南抵南昌市、宜春市，西南界湖南省岳阳市，西北邻湖北省咸宁市、黄石市，北隔长江与湖北省黄冈市、安徽省安庆市相望，东北达安徽省池州市。地处赣鄂皖湘四省交界，长江南岸，扼鄱阳湖口，幕阜山绵延西北，九岭山横亘西南，庐山耸立中部，东部为鄱阳湖平原，赣江在东部注入鄱阳湖，修水自西往东横贯中部，中游建有柘林水库，市政府駐八里湖大道166号。
九江市是江西省区域中心城市之一、昌九一体化双核城市、环鄱阳湖城市群副中心城市、长江中游城市群成员城市、长江经济带支点城市、赣鄂皖湘区域性现代化中心城市。

## 历史
据《晋太康地记》记载，九江的得名源于“刘歆以为湖汉九水（即赣水、鄱水、余水、修水、淦水、盱水、蜀水、南水、彭水）入彭蠡泽也”。
秦设九江郡，治所在寿春（今安徽寿县），范围包括了今天的九江市，不过并未置县。这是九江之名第一次出现，但是该九江郡范围很快大大缩小，到三国时被改名为淮南郡。
汉高祖六年（前201年）在此置柴桑县，汉文帝设寻阳县（县治在江北，古长江大概为今太白湖、龙感湖一线），是此地置县之始。
三国时属孙吴，柴桑隶武昌郡，寻阳隶庐江郡。
西晋永兴元年（304年），析庐江之寻阳、武昌之柴桑二县立寻阳郡，初治寻阳县，咸康中移治柴桑县，隶江州。永嘉三年（309年），寻阳县治南迁，江北划归蕲春。江北的寻阳老城改称为“浔水城”。东晋咸和中温峤移江州治寻阳，从此“江南之寻阳著，江北之寻阳益晦，后遂废汉寻阳县入柴桑县，自是以后皆以寻阳郡城为寻阳城矣。”
南朝梁析柴桑县置汝南县，析豫章郡别置豫宁郡，属高州，寻阳郡改属西江州。陈天嘉四年废高州，旋省西江州，寻阳、豫宁2郡仍属江州。
隋开皇九年（589年）废郡置江州，废柴桑、汝南，复立寻阳县。十九年（599年），改浔阳县为彭蠡县。大业二年（606年），改彭蠡县为彭城县，寻废彭城县为湓城县。三年又改江州为九江郡。
唐武德四年（621年）复称江州，贞观初属江南道，开元二十一年属江南西道，天宝元年（742年）江州改称浔阳郡，乾元元年（758年）复为江州。析湓城置浔阳、楚城县，后俱入浔阳县。南唐改浔阳为德化，废江州。
宋复置江州。太平兴国七年（982年）析江州星子、都昌和洪州建昌3县置南康军，天禧四年江州、南康军同属江南东路，绍兴元年江州隶江南西路，南康军隶江南东路。元为江州路和南康路，属江西行中书省。元末陈友谅称帝，以江州为都。
明改江州路和南康路为九江府和南康府，从此九江之名基本固定。清沿明制。
1853年9月，太平天国西征军攻占九江，由检点林启容率部驻守，严密布防，与对岸小池口、东50里之湖口鼎足而立，互为犄角。1858年4月，湘军李续宾部攻破九江，将城中近2万军民全部屠杀。李续宾的上司湖广总督官文在给咸丰帝的奏折中说：“城外勇冲杀而入，该逆（城内军民）无路可奔，号叫之声惨不可闻，自卯至午，歼除净尽……尸骸堆积，流水腥红。”
1861年，九江根据《天津条约》和《北京条约》开辟为通商口岸，并在城西长江和甘棠湖之间的狭长地段设立了九江英租界，面积150亩（1927年中国收回）。开埠不久，作为怡和、太古轮船在江西唯一的停靠港，九江迅速取代樟树镇、吴城镇成为江西全省贸易的枢纽。发展为中国最著名的“四大米市”、“四大茶市”之一。19世纪末，庐山山顶的牯岭发展为著名的避暑地，每年夏天吸引众多中外人士上山避暑，民国时期甚至号称中国的“夏都”。
1912年废府，各县直隶于省。1914年设浔阳道，德化县因与福建德化县同名，改为九江县。1917年设九江市，1936年又改为九江县。同年把江北部分（今黄梅下乡地区）划归黄梅县。
1938年7月26日，日军占领九江，实行殖民统治。1945年9月5日九江光复。
1949年5月7日，九江解放，7月19日设九江专员公署，同年析九江县城区设县级九江市。
1980年3月28日，九江市从九江地区划出，升为省辖市，同年5月20日市设庐山区、浔阳区、郊区三区。1983年7月27日地市合并。
1989年12月，瑞昌县撤县设市，设立县级瑞昌市。
2010年9月，设立县级共青城市,原德安县茶山街道办事处、甘露镇、金湖乡，永修县江益镇和燕坊镇坪塘村、燕坊村，星子县苏家垱乡、泽泉乡划归共青城市管辖。
2015年5月，市政府由浔阳区长虹大道66号搬迁到八里湖大道166号。
2016年5月，庐山区更名为濂溪区，撤星子县设立县级庐山市。
2017年8月，撤销九江县，设立柴桑区。
2022年3月28日，九江市列为国家历史文化名城。

#### 近年自然灾害
1998年8月7日，下午1点50分，九江长江防洪堤4至5号闸之间发生溃堤。

2005年11月26日九江市九江县发生5.2级地震，造成13人死亡，8000人受伤。
2020年中国南方水灾期间，6月23日，九江武宁县因持续大到暴雨天气，房屋被淹。7月6日至8日，九江市大部分地区出现大到暴雨，局部大暴雨。截至7月8日11时30分，暴雨洪涝灾害造成全市30.8万人受灾，紧急转移安置和需紧急生活救助人员2.522万人，其中紧急转移安置18544人，需紧急生活救助6676人。8日，九江市启动市级救灾IV级应急响应。7月12日0时鄱阳湖星子站水位22.53米，超过1998年8月2日洪水位22.52米。同日19時40分，修河（属鄱阳湖水系）在九江市永修县三角联圩溃堤，起初20余米决口，截至7月13日10時，决口长度扩散到200余米；河水湧入涌入永修县三角乡。7月16日21时43分，九江市修河三角联圩决口完成合拢。

## 地理位置
九江为江西北部门户。
北隔长江、幕阜山与安徽、湖北相邻。西为罗霄山之余脉，与湖南接壤。
西部和东部多山，在永修、武宁境内建有柘林水库，为江西最大水库。中部为鄱阳湖平原和鄱阳湖区，在九江市区和鄱阳湖之间为庐山。
| 九江市气象数据（1981年至2010年） | 九江市气象数据（1981年至2010年） | 九江市气象数据（1981年至2010年） | 九江市气象数据（1981年至2010年） | 九江市气象数据（1981年至2010年） | 九江市气象数据（1981年至2010年） | 九江市气象数据（1981年至2010年） | 九江市气象数据（1981年至2010年） | 九江市气象数据（1981年至2010年） | 九江市气象数据（1981年至2010年） | 九江市气象数据（1981年至2010年） | 九江市气象数据（1981年至2010年） | 九江市气象数据（1981年至2010年） | 九江市气象数据（1981年至2010年） |
| 月份                             | 1月                              | 2月                              | 3月                              | 4月                              | 5月                              | 6月                              | 7月                              | 8月                              | 9月                              | 10月                             | 11月                             | 12月                             | 全年                             |
| -------------------------------- | -------------------------------- | -------------------------------- | -------------------------------- | -------------------------------- | -------------------------------- | -------------------------------- | -------------------------------- | -------------------------------- | -------------------------------- | -------------------------------- | -------------------------------- | -------------------------------- | -------------------------------- |
| 历史最高温 °C（°F）              | 21.3 (70.3)                      | 29.1 (84.4)                      | 31.8 (89.2)                      | 34.1 (93.4)                      | 37.0 (98.6)                      | 38.6 (101.5)                     | 40.9 (105.6)                     | 40.9 (105.6)                     | 38.9 (102.0)                     | 35.6 (96.1)                      | 29.7 (85.5)                      | 22.8 (73.0)                      | 40.9 (105.6)                     |
| 平均高温 °C（°F）                | 7.9 (46.2)                       | 10.4 (50.7)                      | 14.8 (58.6)                      | 21.4 (70.5)                      | 26.8 (80.2)                      | 29.7 (85.5)                      | 33.5 (92.3)                      | 32.7 (90.9)                      | 28.3 (82.9)                      | 23.0 (73.4)                      | 16.8 (62.2)                      | 10.9 (51.6)                      | 21.3 (70.4)                      |
| 日均气温 °C（°F）                | 4.8 (40.6)                       | 7.0 (44.6)                       | 11.0 (51.8)                      | 17.3 (63.1)                      | 22.6 (72.7)                      | 25.9 (78.6)                      | 29.6 (85.3)                      | 28.7 (83.7)                      | 24.6 (76.3)                      | 19.2 (66.6)                      | 13.0 (55.4)                      | 7.2 (45.0)                       | 17.6 (63.6)                      |
| 平均低温 °C（°F）                | 2.5 (36.5)                       | 4.5 (40.1)                       | 8.2 (46.8)                       | 14.1 (57.4)                      | 19.3 (66.7)                      | 23.0 (73.4)                      | 26.5 (79.7)                      | 25.8 (78.4)                      | 21.8 (71.2)                      | 16.3 (61.3)                      | 10.1 (50.2)                      | 4.5 (40.1)                       | 14.7 (58.5)                      |
| 历史最低温 °C（°F）              | −4.2 (24.4)                      | −5.3 (22.5)                      | −1.0 (30.2)                      | 3.6 (38.5)                       | 10.0 (50.0)                      | 14.5 (58.1)                      | 19.8 (67.6)                      | 17.8 (64.0)                      | 14.3 (57.7)                      | 5.6 (42.1)                       | −0.7 (30.7)                      | −6.7 (19.9)                      | −6.7 (19.9)                      |
| 平均降水量 mm（）                | 72.1 (2.84)                      | 90.6 (3.57)                      | 141.3 (5.56)                     | 176.0 (6.93)                     | 184.6 (7.27)                     | 223.0 (8.78)                     | 156.8 (6.17)                     | 125.6 (4.94)                     | 72.8 (2.87)                      | 83.9 (3.30)                      | 75.0 (2.95)                      | 44.3 (1.74)                      | 1,446 (56.92)                    |
| 平均相對濕度（％）               | 75                               | 75                               | 76                               | 75                               | 74                               | 78                               | 73                               | 76                               | 76                               | 73                               | 73                               | 71                               | 75                               |
| 来源：中国气象数据网             |                                  |                                  |                                  |                                  |                                  |                                  |                                  |                                  |                                  |                                  |                                  |                                  |                                  |

## 政治

### 现任领导
| 机构     | · 中国共产党 · 九江市委员会 | 九江市人民代表大会 常务委员会 | 九江市人民政府       | · 中国人民政治协商会议 · 九江市委员会 |
| 职务     | 书记                        | 主任                          | 市长                 | 主席                                  |
| -------- | --------------------------- | ----------------------------- | -------------------- | ------------------------------------- |
| 姓名     | 刘文华                      | 廖奇志（女）                  | 蒋文定               | 占勇                                  |
| 民族     | 汉族                        | 汉族                          | 汉族                 | 汉族                                  |
| 籍贯     | 江西省宜黄县                | 江西省赣州市                  | 湖南省常德市         | 江西省鹰潭市                          |
| 出生日期 | 1968年4月（57歲）           | 1969年6月（55歲）             | 1972年5月（52—53歲） | 1966年10月（58歲）                    |
| 就任日期 | 2022年11月                  | 2021年10月                    | 2023年5月            | 2021年1月                             |

### 历任领导
| 市委书记 - 王泽（1983年7月－1984年8月） - 刘方仁（1984年8月－1985年5月） - 江国镇（1985年9月－1988年9月） - 孙瑞林（1988年9月－1990年6月） - 钟起煌（1990年6月－1992年3月） - 彭宏松（1992年3月－1995年4月） - 熊承忠（1995年4月－1998年2月） - 刘上洋（1998年2月－2001年12月） - 刘积福（2001年12月－2005年6月） - 赵智勇（2005年6月－2006年11月） - 陈安众（2006年11月－2008年12月） - 钟利贵（2008年12月－2013年9月） - 殷美根（2013年9月－2015年12月） - 杨伟东（2015年12月－2018年1月） - 林彬杨（2018年3月－2021年3月） - 谢来发（2021年3月－2022年5月） - 刘文华（2022年11月－） | 市长 - 江国镇（1983年7月－1985年5月） - 程金发（1985年6月－1988年9月） - 钟起煌（1988年9月－1990年5月） - 彭宏松（1990年6月－1992年8月） - 戚善宏（1992年8月－1998年2月） - 刘积福（1998年2月－2001年12月） - 王忠武（2001年12月－2003年2月） - 蔡晓明（2003年2月－2006年11月） - 王萍（2006年12月－2008年12月） - 曾庆红（2009年1月－2011年8月） - 殷美根（2011年8月－2013年9月） - 钟志生（2013年9月－2015年7月） - 林彬杨（2015年7月－2018年3月） - 谢一平（2018年3月－2019年12月） - 谢来发（2019年12月－2021年9月） - 杨文斌（2021年9月－2023年3月） - 蒋文定（2023年5月－） |

### 行政区划

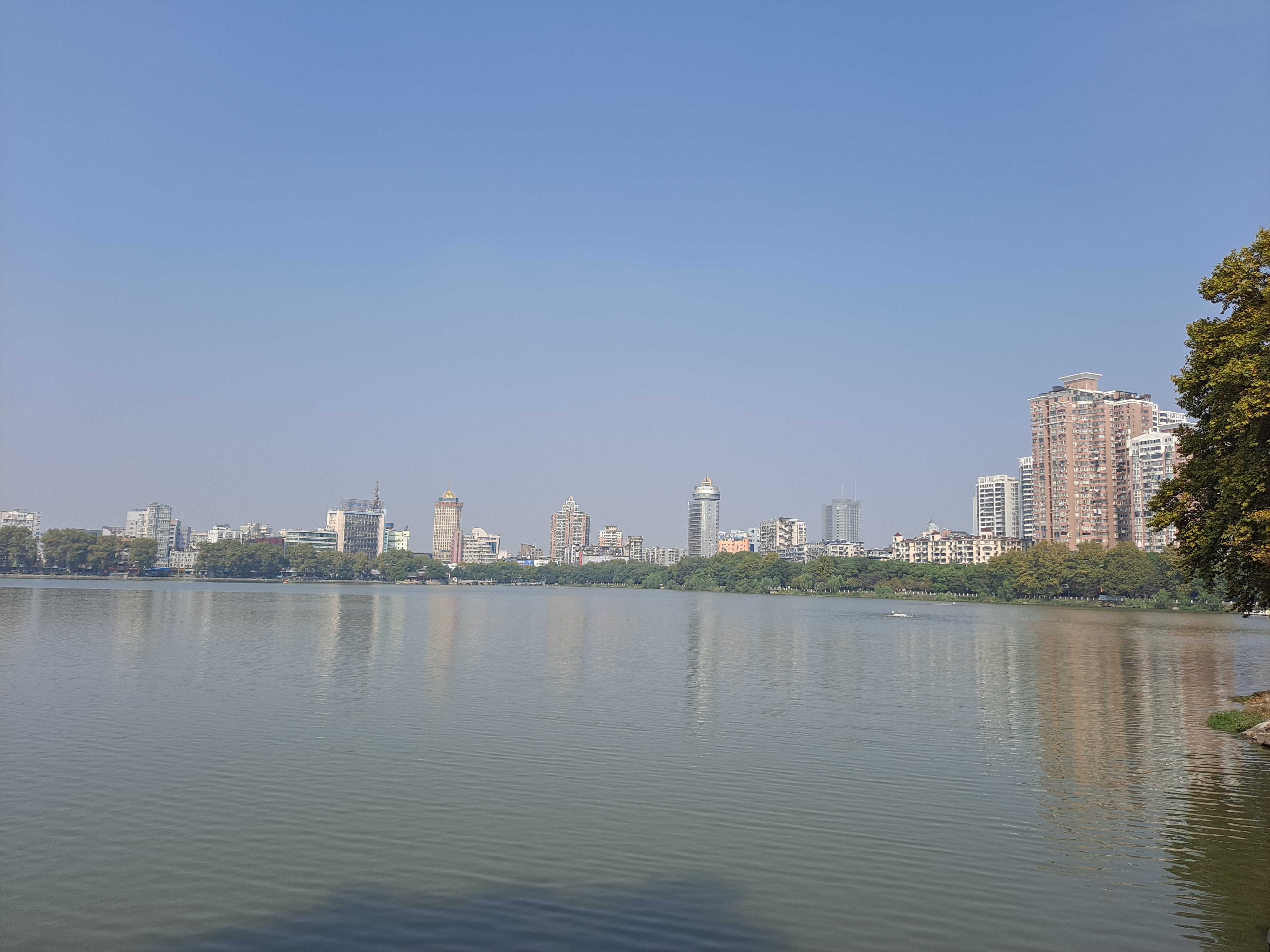
九江市容

九江市现辖3个市辖区、7个县，代管3个县级市。
- 市辖区：浔阳区、濂溪区、柴桑区
- 县级市：瑞昌市、共青城市、庐山市
- 县：武宁县、修水县、永修县、德安县、都昌县、湖口县、彭泽县

此外，九江市设立以下县级管理单位：国家级九江经济技术开发区、国家级庐山风景名胜区。

## 社会

### 人口
根据2020年第七次全国人口普查，全市常住人口为4,600,276人。同第六次全国人口普查的4,728,778人相比，十年共减少了128,502人，下降2.72%，年平均增长率为-0.28%。其中，男性人口为2,355,145人，占总人口的51.2%；女性人口为2,245,131人，占总人口的48.8%。总人口性别比（以女性为100）为104.9。0－14岁的人口为964,298人，占总人口的20.96%；15－59岁的人口为2,823,062人，占总人口的61.37%；60岁及以上的人口为812,916人，占总人口的17.67%，其中65岁及以上的人口为580,674人，占总人口的12.62%。居住在城镇的人口为2,814,240人，占总人口的61.18%；居住在乡村的人口为1,786,036人，占总人口的38.82%。

### 民族
全市常住人口中，汉族人口为4,581,491人，占99.59%；各少数民族人口为18,785人，占0.41%。与2010年第六次全国人口普查相比，汉族人口减少136,681人，下降2.9%，占总人口比例下降0.18个百分点；各少数民族人口增加8,179人，增长77.12%，占总人口比例增加0.18个百分点。

### 语言
九江市区以及瑞昌大部所讲方言属于官话中的江淮官话黄孝片，是一种北方方言，其余的县市属于赣方言。

### 教育
- 九江学院
- 九江职业技术学院 （页面存档备份，存于）
- 九江职业大学
- 江西财经职业学院
- 九江广播电视大学
- 南昌大学（鄱阳湖校区）
- 南昌大学共青学院
- 南昌理工学院（共青城校区）
- 江西枫林涉外经贸职业学院
- 九江理工职业学院

## 经济
航运、炼油、旅游、化肥是九江市的主要经济产业。2021年九江市全市实现生产总值3735.68亿元、一般公共财政预算收入292.23亿元。

## 交通

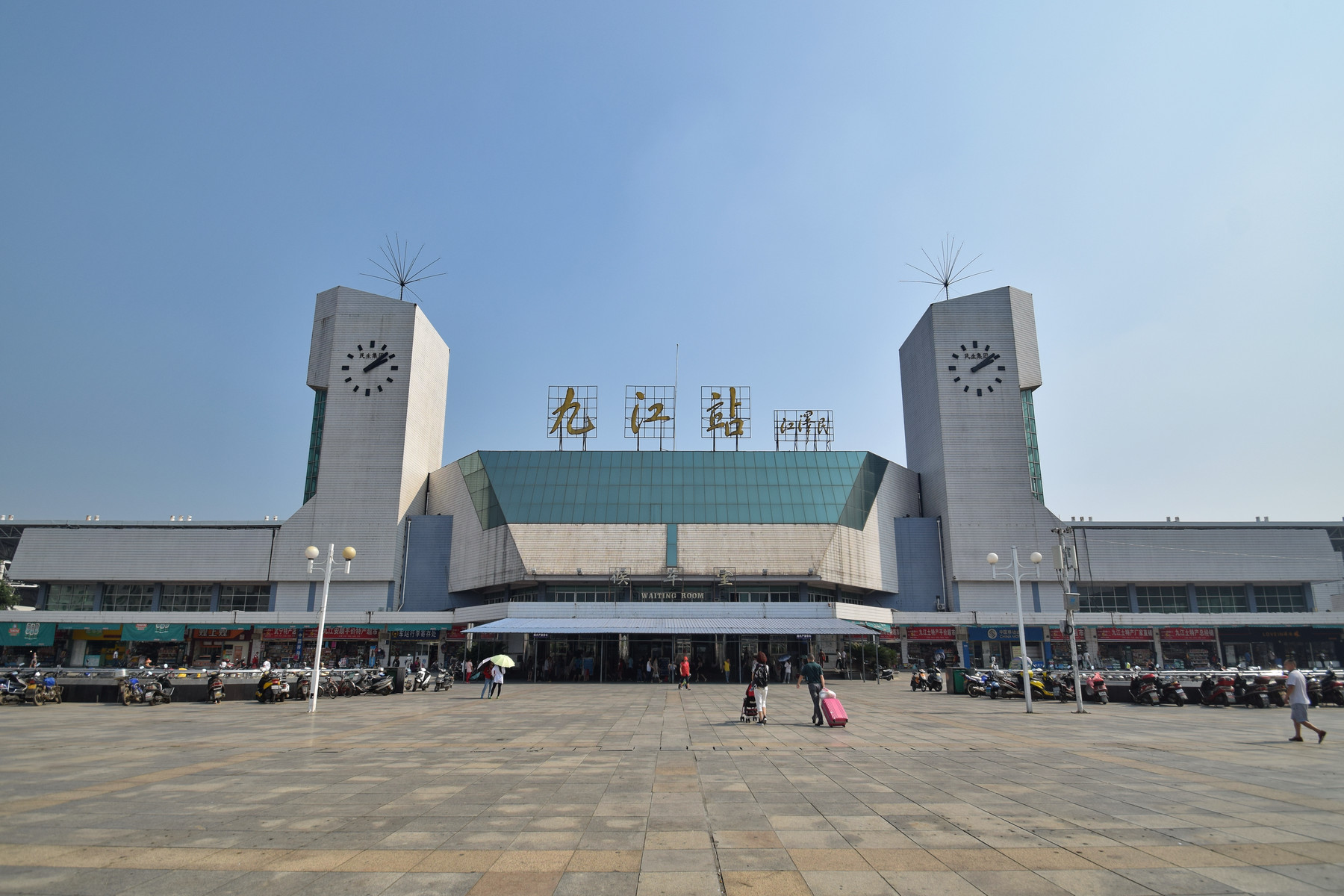
九江火车站

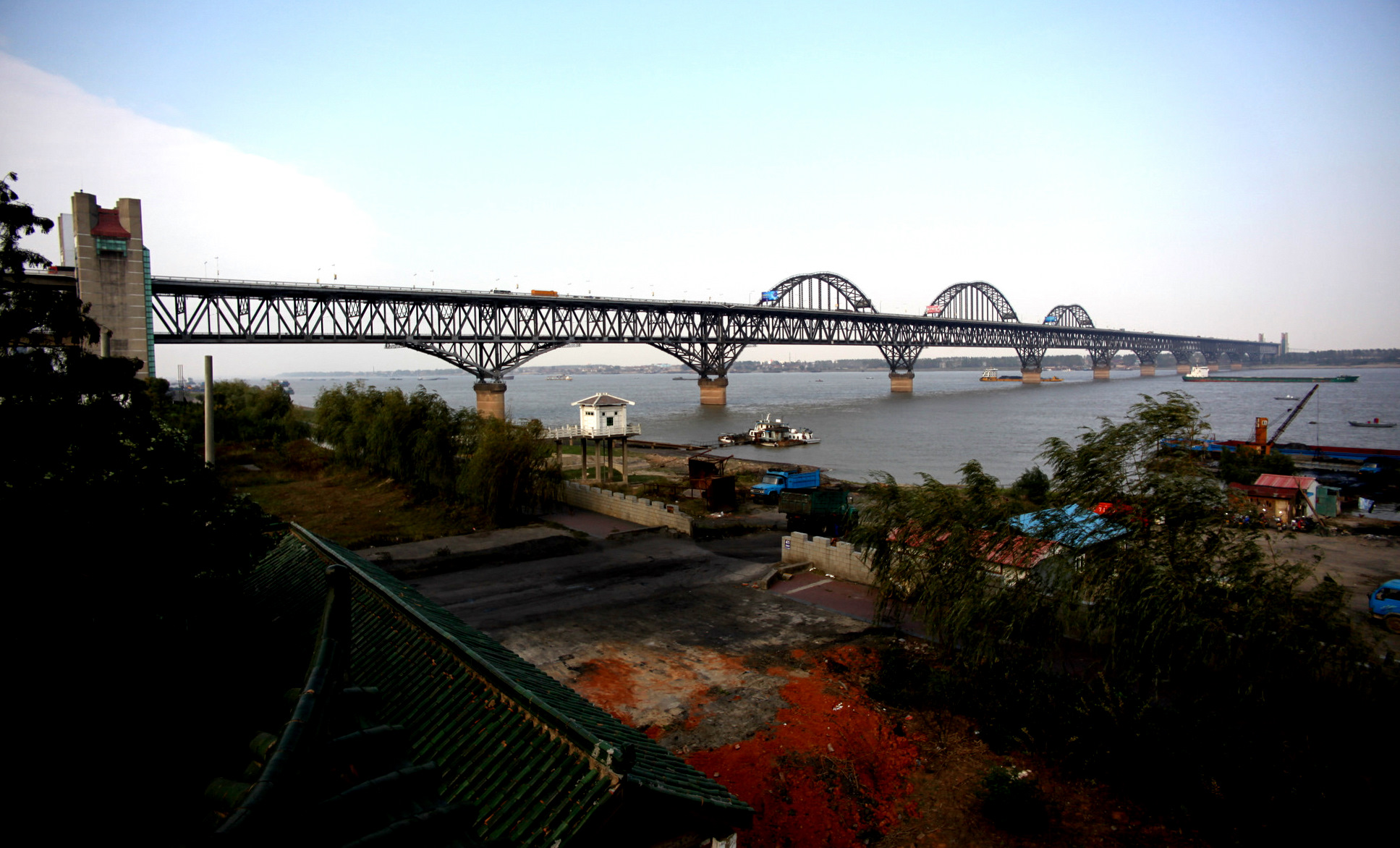
九江琵琶亭远眺九江长江大桥

九江汽车站是目前九江地区最大汽车站，有发往全国部分省市的长途班次和省内市县级班次，其位于九江火车站南侧。

### 铁路
京九铁路、武九铁路、衢九铁路、铜九铁路、合九铁路、昌九城际铁路、武九客運專線、合安九客運專線

#### 新型轨道交通
庐山站至庐山景区福川云滴

### 公路
大广高速（武吉高速公路）、 杭瑞高速（九景高速公路、九瑞高速公路）、 福银高速（昌九高速公路）、 彭湖高速、 永武高速、 105国道、 316国道、 351国道

### 水路
长江九江码头

### 航空
九江庐山机场

### 公共交通
九江市公共交通集团公司

## 旅游

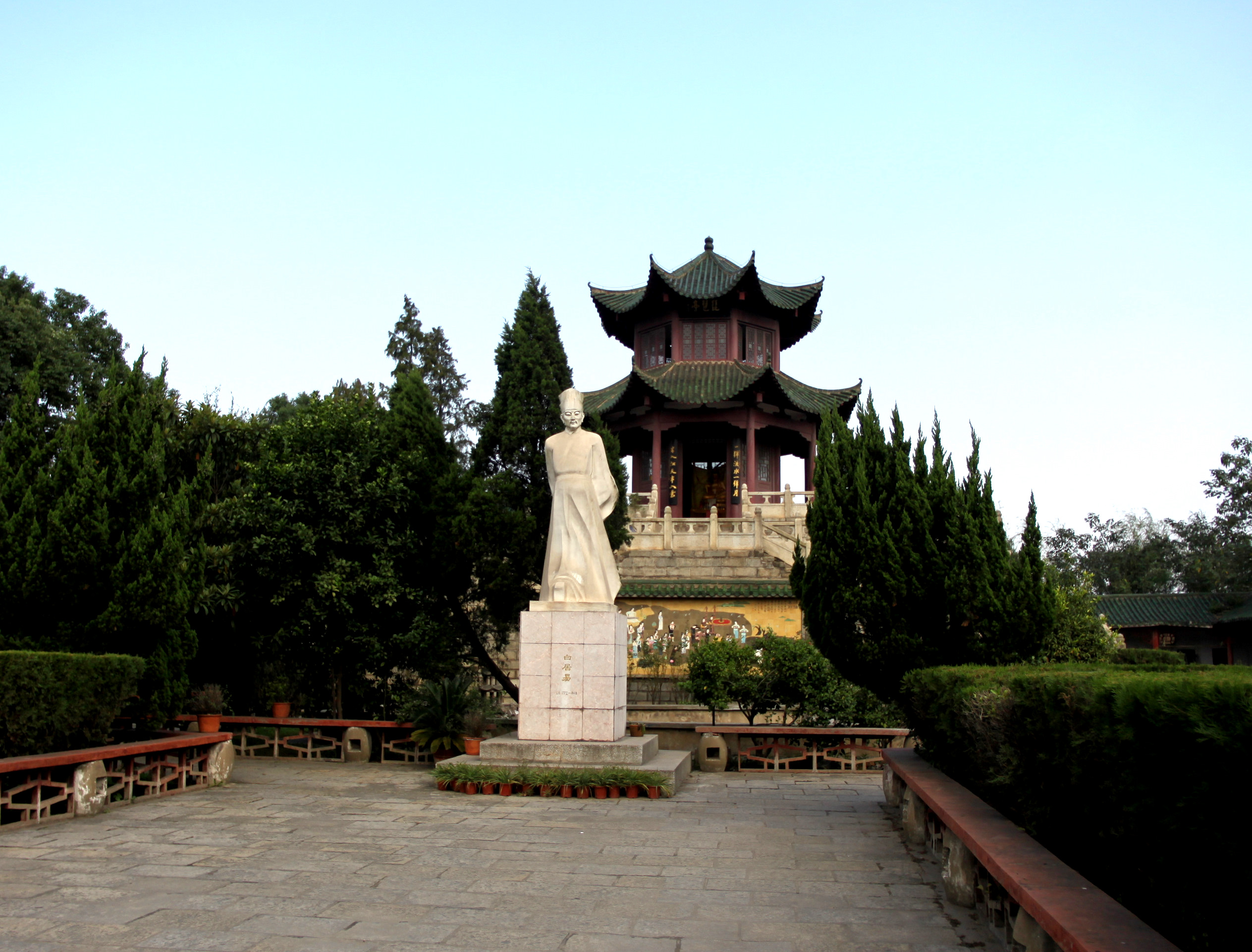
九江琵琶亭白居易石像

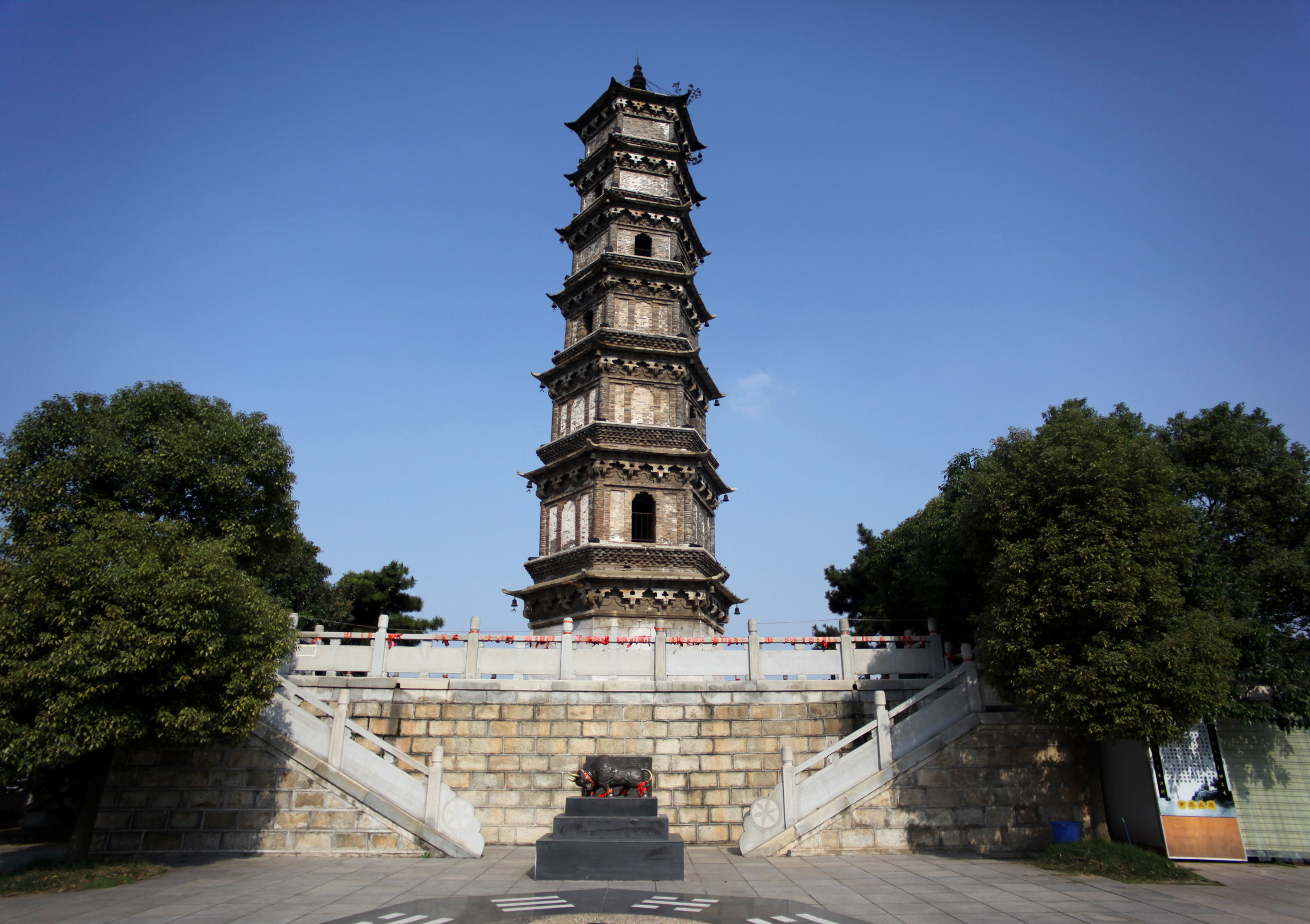
九江市锁江楼古塔

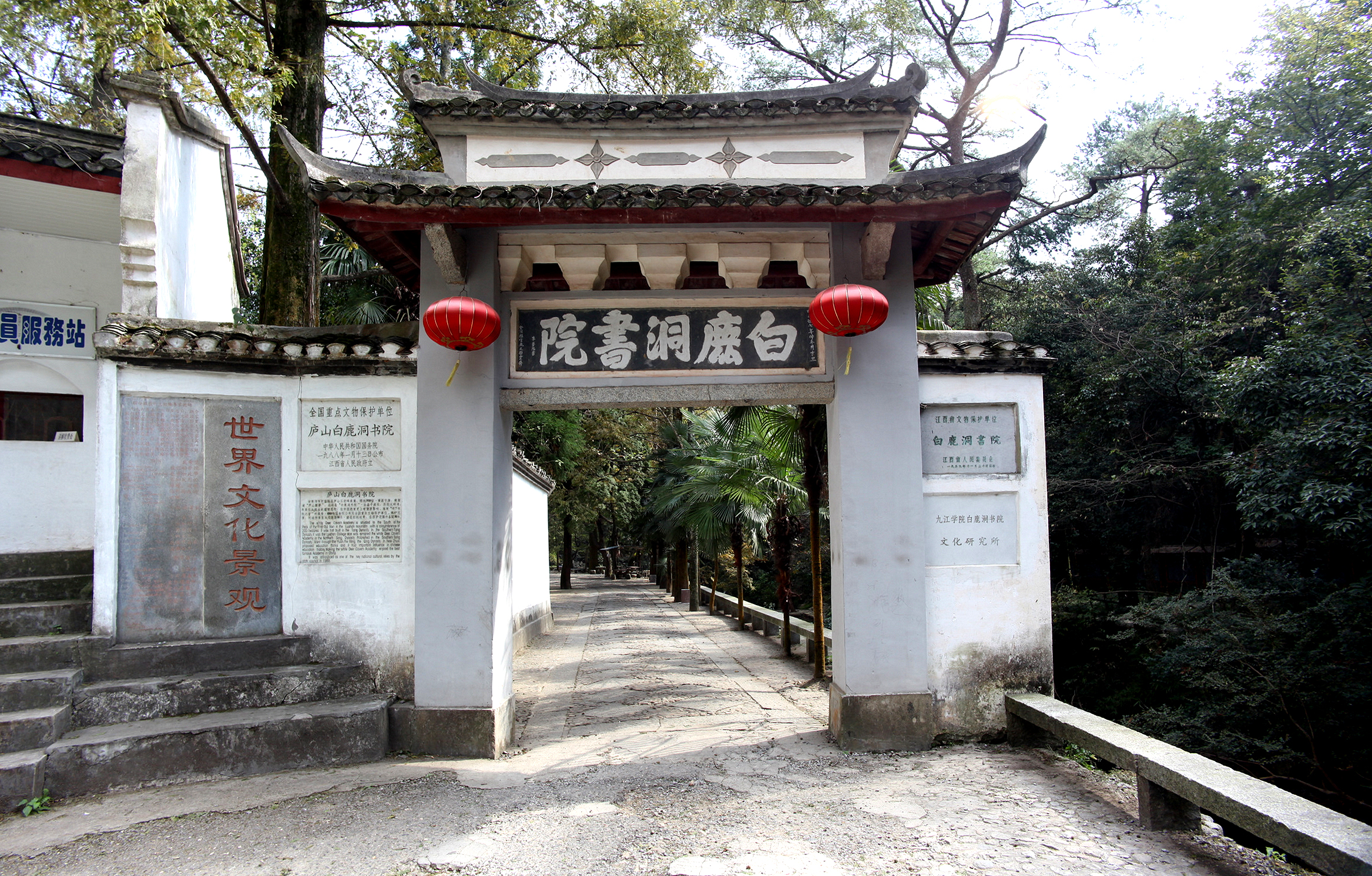
白鹿洞书院

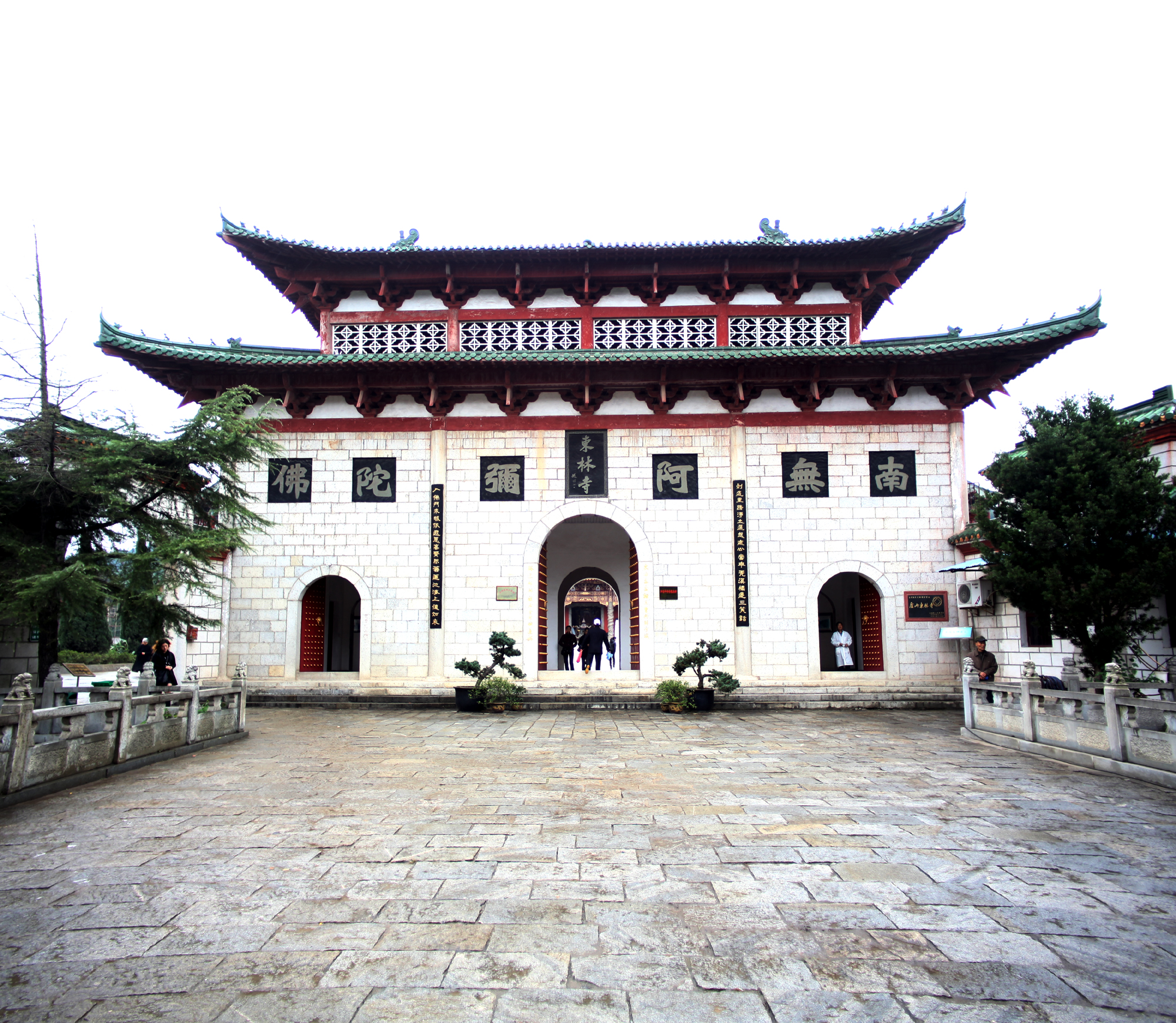
东林寺

- 九江市拥有丰富的旅游资源，集名山（庐山）、名川（长江）、名湖（鄱阳湖）于一身；2022年3月28日列为国家历史文化名城[8]。
- 市内有风姿绰约的甘棠湖，有传说中三国周瑜操练水军的点将台——烟水亭，有白居易创作千古之作《琵琶行》的琵琶亭，有宋江题反诗的浔阳楼。
- 有“匡庐奇秀甲天下山”之称的庐山是世界文化、自然遗产，山下有李白名句“飞流直下三千尺，疑是银河落九天”所吟咏的秀峰风景区，有被称为“海内第一书院”的白鹿洞书院，朱熹曾在此讲学。还有佛教净土宗开源之地的东林寺等。
- 鄱阳湖有三分之二在九江境内。湖口有石钟山、大孤山、小孤山胜景，并曾是朱元璋大败陈友谅、太平天国军大败曾国藩湘军的古战场。
- 彭泽县有号称“可藏百万兵”的龙宫洞，曲折奇险；庐山市温泉密布；共青城还有胡耀邦陵园。
- 庐山西海风景名胜区，原为云居山-柘林湖风景区，国家级风景名胜区、国家森林公园、省级地质公园、全国三大样板丛林之一，地跨永修、武宁两县，总面积680平方公里，是集游览观光、休闲度假于一体的山岳湖泊型省级重点风景名胜区。
- 中国历史文化名镇：修水县山口镇

### 全国重点文物保护单位
- 观音桥
- 白鹿书院
- 庐山会议旧址及庐山别墅建筑群
- 铜岭铜矿遗址
- 真如寺塔林
- 秀峰摩崖
- 美孚洋行旧址
- 鄡阳城遗址
- 石钟山古建筑及石刻
- 大胜塔
- 紫阳堤
- 锁江楼塔
- 庐山赐经亭
- 庐山御碑亭
- 同文书院
- 陈宝箴、陈三立故居

### 九江特产
- 桂花酥糖
- 茶花茶饼
- 陈年封缸酒
- 庐山云雾茶
- 庐山石鸡
- 庐山石鱼
- 庐山鲜笋
- 鄱阳湖大头鱼
- 鄱阳湖银鱼
- 瑞昌山药
- 都昌米粑
- 都昌豆参
- 渊明豆腐
- 修水哨子
- 萝卜饼
- 藜蒿炒腊肉

## 城市荣誉
- 中国十大魅力城市
- 中国优秀旅游城市
- 中国十佳宜居城市
- 全国双拥模范城市
- 国家森林城市
- 长江十大港口城市
- 全国园林绿化城市
- 中部十强地级市[]
- 国家历史文化名城[8]